# Lavaux

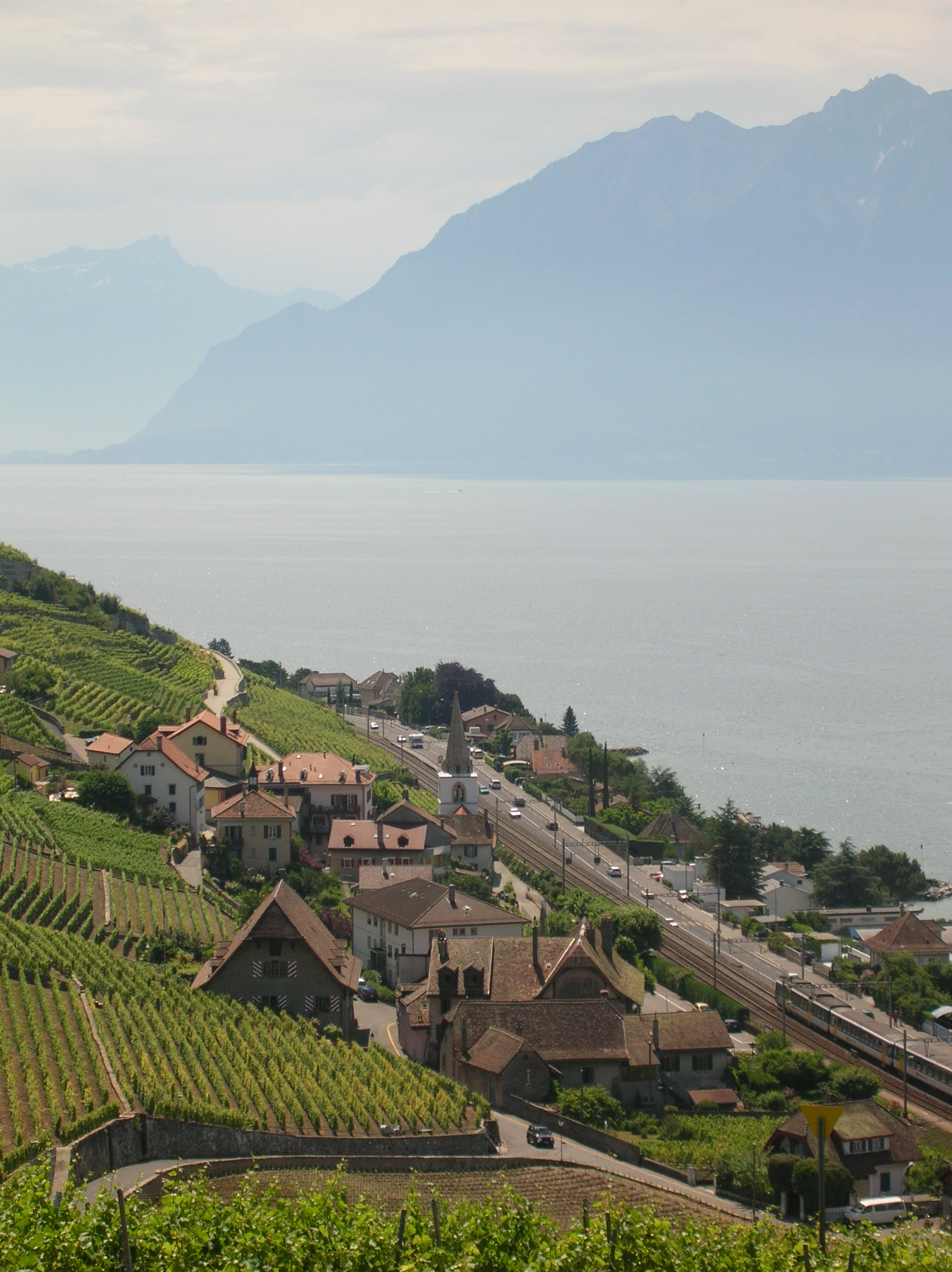
Ansicht von Villette

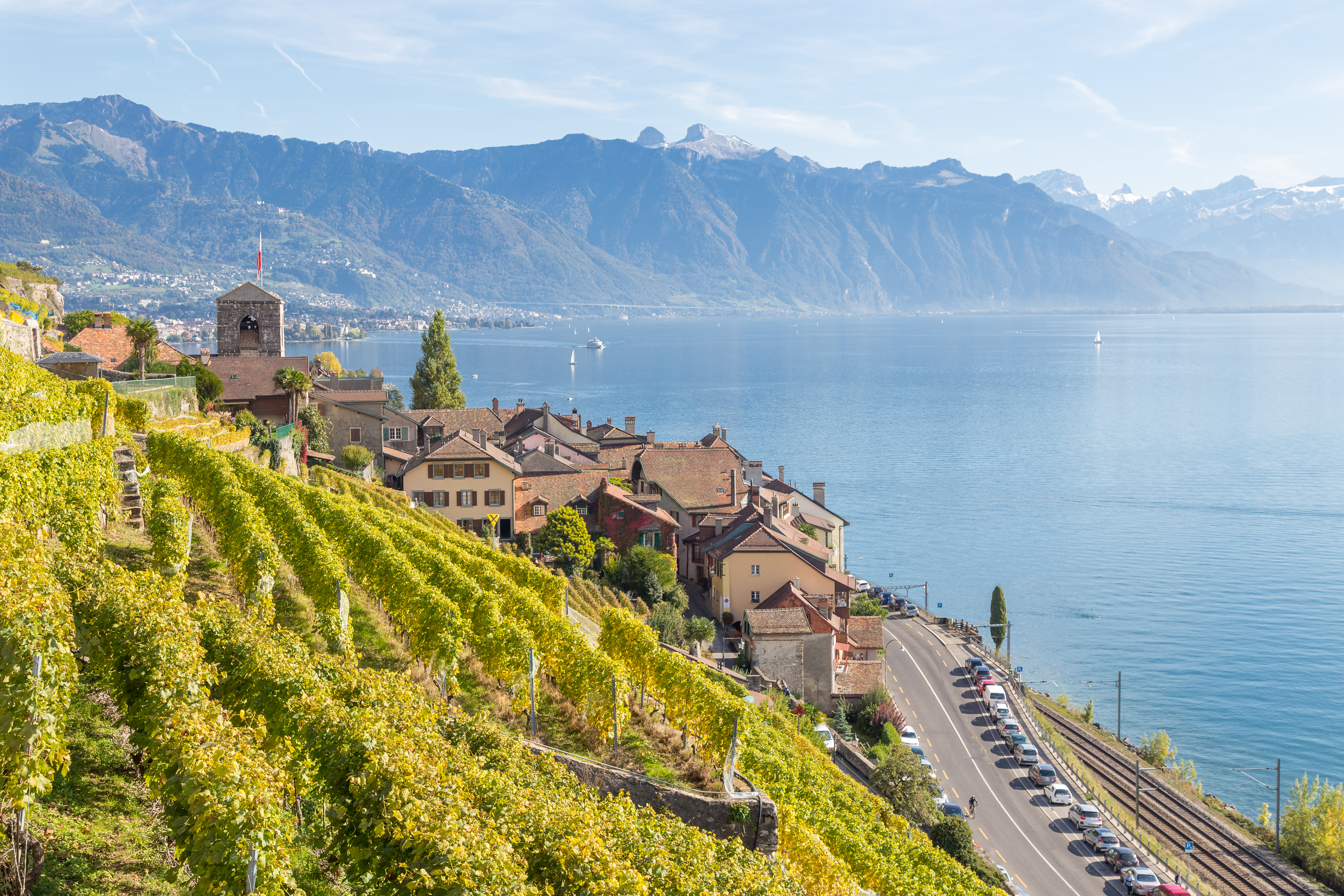
Blick auf St-Saphorin

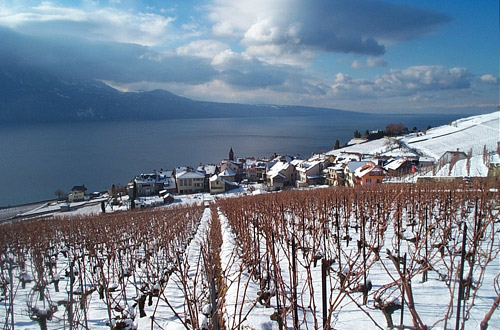
Winterlandschaft bei Rivaz VD

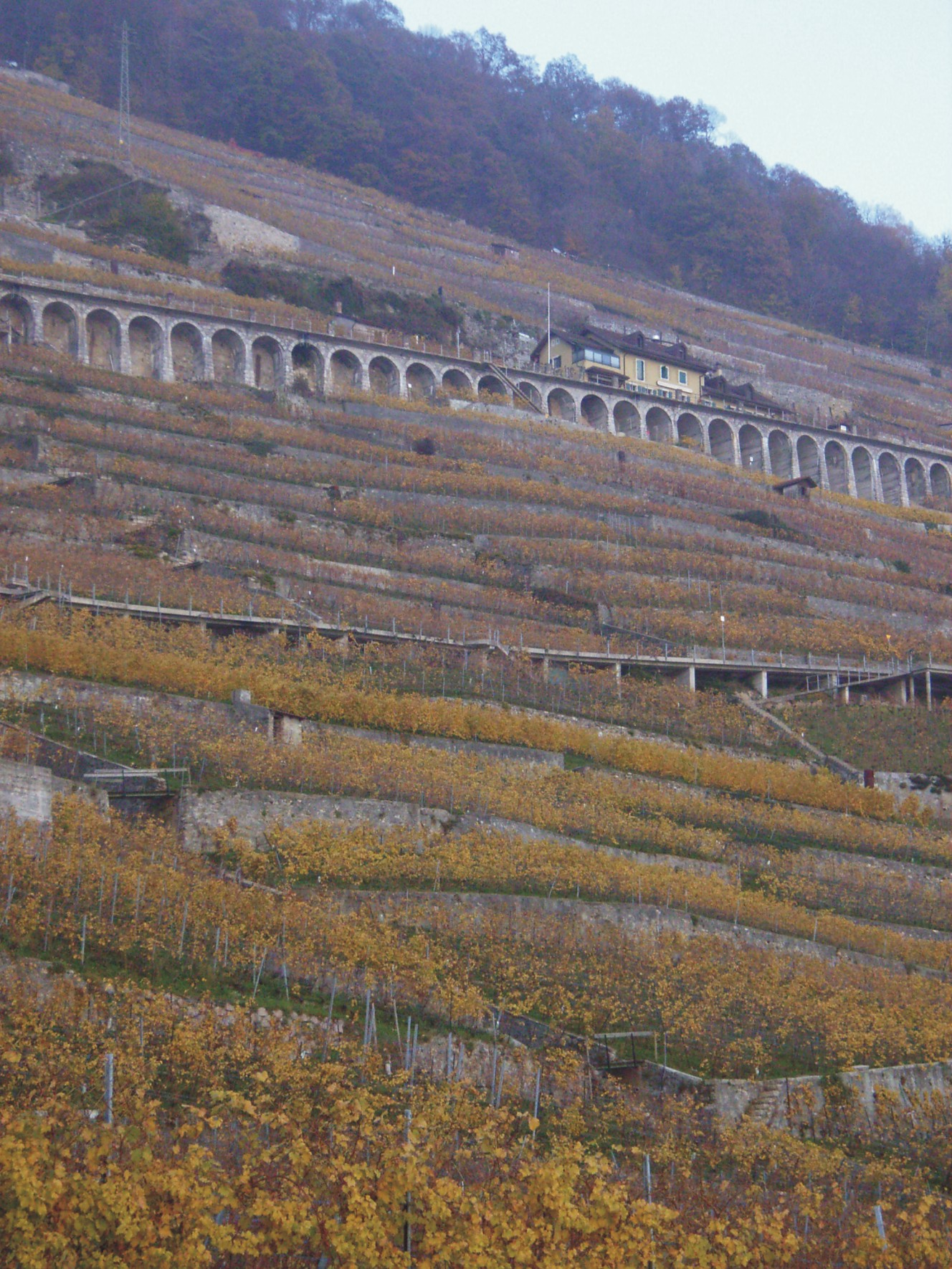
Weinberge des Lavaux vom See her gesehen

Das Lavaux [lavo] (früher deutsch Ryf, wozu Ryfwyn, Reifwein ‚Wein vom Lavaux‘) ist ein Weinbaugebiet im Kanton Waadt in der Schweiz am nordöstlichen Ufer des Genfersees. Die im Lavaux verbreitetste Rebsorte ist der Gutedel, hier «Chasselas» genannt.

## Lage
Das Weinbaugebiet erstreckt sich zwischen Lausanne und Vevey auf über 805 Hektaren, auf denen seit dem 12. Jahrhundert steile Terrassen angelegt worden sind. Im Westen grenzt das Lavaux an das Weinbaugebiet La Côte, im Osten an das Weinbaugebiet Chablais. Grand Cru-Lagen im Lavaux sind Calamin und Dézaley.

## Gemeinden
Das Lavaux umfasst 10 Gemeinden, die in den Bezirken Lavaux-Oron und Riviera-Pays-d’Enhaut liegen:
| - Bourg-en-Lavaux - Cully VD - Epesses - Grandvaux VD - Riex - Villette - Chardonne - Chexbres | - Corseaux - Corsier-sur-Vevey - Jongny - Lutry - Puidoux - Rivaz VD - Saint-Saphorin |

## Protektion
Dank einer Volksinitiative, lanciert durch den Umweltschützer Franz Weber, ist das Lavaux ab 1977 durch die Waadtländer Verfassung geschützt. 2002 wurde der entsprechende Artikel ausser Kraft gesetzt und nach einer weiteren 2005 gewonnenen Volksinitiative wieder in die Verfassung aufgenommen.
Im Dezember 2005 nominierte das Schweizer Bundesamt für Kultur das Lavaux als UNESCO-Welterbe. Das International Council on Monuments and Sites, eine Unterorganisation der UNESCO, empfahl dem UNESCO-Komitee in einem im Mai 2007 veröffentlichten Bericht, das Lavaux in die Liste aufzunehmen, nachdem im August 2006 ein Vertreter der Organisation die Region besucht hatte. Am 28. Juni 2007 wurde die Aufnahme unter dem Namen Weinterrassen von Lavaux mit Blick auf den See und die Alpen beschlossen.
Da seiner Meinung nach im Lavaux zu viel gebaut wird und um eine weitere Bauspekulation einzudämmen, sammelte Franz Weber Unterschriften für eine neue Volksinitiative. Die erforderliche Unterschriftenzahl wurde im Juli 2009 erreicht, jedoch wurde bei der Volksabstimmung vom 18. Mai 2014 seine Initiative zu 70 % abgelehnt und ein moderater Gegenvorschlag mit 73 % angenommen. Seither wird vom Kantonsparlament ein neuer Nutzungsplan ausgearbeitet.